# 비사리온 벨린스키

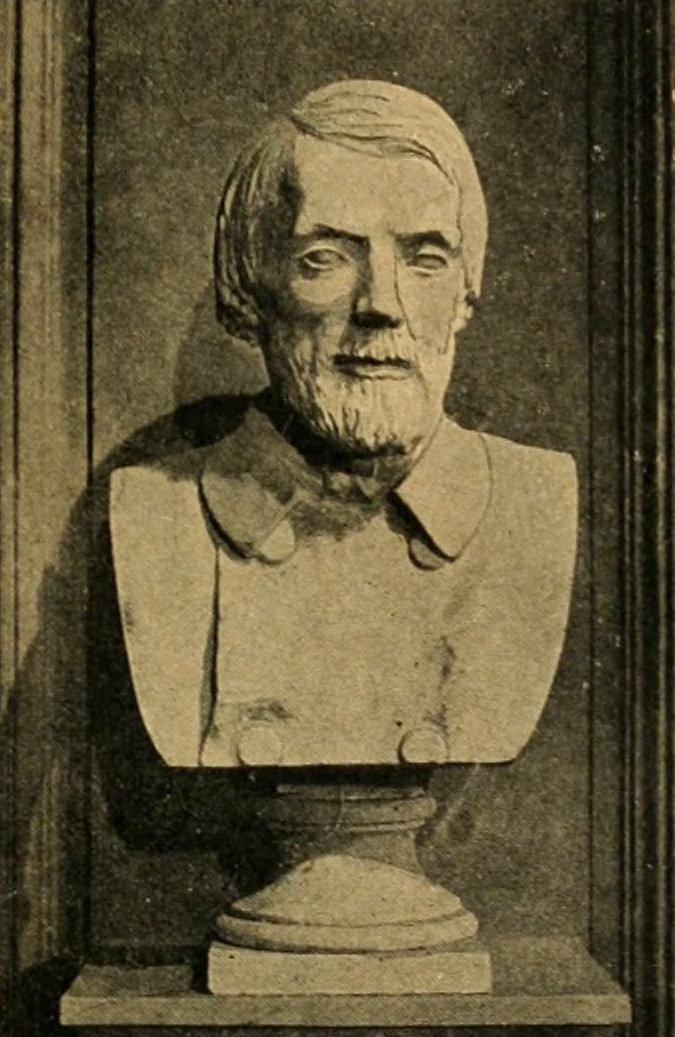
비사리온 벨린스키의 흉상

비사리온 그리고리예비치 벨린스키(러시아어: Виссарио́н Григо́рьевич Бели́нский, 문자 개혁 이전: Виссаріонъ Григорьевичъ Бѣлинскій, 1811년 6월 11일 – 1848년 6월 7일)는 러시아의 문학 평론가이다. 러시아 문학과 유럽 문학의 조화에 노력하였다. 딱딱하고 이론에만 치우쳤던 당시의 러시아 문학이 현실에 바탕을 두고 출발하여야 한다고 주장하였다. 러시아 문학의 기초를 닦는 데 이바지하였고, 알렉산드르 푸시킨, 표도르 도스토옙스키 등 많은 문학가를 육성하여 그들의 문학적 위치를 굳혀 주었다고 평가받는다. 그의 저서로는 《페테르스부르크 문집》, 《러시아 문학관》, 《푸시킨론》 등이 있다.